# بی‌دینی در سوئیس
دین در سوئیس بر اساس نظرسنجی سال ۲۰۱۰
با توجه به نظر سنجی سال ۲۰۰۱ در سوئیس ۴.۱٪ خود را بی‌دین عنوان کرده‌اند.
در نظرسنجی باورهای شخصی در سال ۲۰۰۵، ۴۸٪ شهروندان سوئیس ابراز اعتقاد به «وجود خدا» داشتند. ۳۹٪ به «نوعی از روح یا نیروی زندگی» باور داشتند در حالی که ۹ درصد منکر «وجود هر نوع روح خدا یا نیروی زندگی» بودند. باور به دین در سوئیس کاهش یافته است.